# Caralluma burchardii
Caralluma burchardii, llamada comúnmente cuernúa o chumberilla de lobo, pertenece al género Caralluma. Son plantas carnosas con apariencia de cactus (sin serlo), de la familia de las Apocynaceae. Esta especie es endémica de las islas orientales del archipiélago canario, si bien existe otra subespecie en Marruecos.

## Descripción
De aspecto carnoso, desarrolla tallos con forma de costilla color verde grisáceos, donde las hojas quedan reducidas a unas pequeñas espículas.

La flor de color purpureo-marrón oscuro con forma de estrella está densamente cubierta de pelos blancos con centro circular amarillo. Las semillas presentan un penacho de largos pelos blancos (Vilano).
Florece entre diciembre y enero.

## Distribución y hábitat
Endemismo de Fuerteventura, Lanzarote y La Graciosa
Se encuentra en zona de desierto, sobre todo en lugares luminosos. Se encuentra frecuentemente en la montaña de Tindaya o la zona de La Oliva de Fuerteventura, también en el islote de Lobos. Tolera heladas ligeras.

## Etimología
Basónimo:  Caralluma burchardii.

 Nombre vernáculo:

Español:Chumberilla de lobo, cuernúa. 

## Usos
Se utiliza como planta ornamental de jardines áridos o como planta de maceta. Esta planta requiere pocos cuidados, pero necesita calor y tierra de grano grueso y suelto. Mantener seca en invierno.

Se propaga por semillas, esquejes y por gajos.

## Subespecies
Se conocen dos subespecies de esta planta:
- Caralluma burchardii ssp. burchardii en las Islas Canarias.

- Caralluma burchardii ssp. maura que se encuentra sólo en Marruecos. Difiere de ssp. burchardii en tener los tallos más cortos y costillas más comprimidas. Las flores tienen una característica corona amarillo dorada.